# Institutul Național de Cercetare - Dezvoltare pentru Chimie și Petrochimie
Institutul Național de Cercetare – Dezvoltare pentru Chimie și Petrochimie – ICECHIM București, înființat prin Hotărârea de Guvern nr.293/04.03.2004, are ca obiect de activitate cercetarea științifică și dezvoltare tehnologică în domeniul industriei chimice și petrochimice.
INCDCP ICECHIM București este coordonat de Ministerul Cercetării, Inovării și Digitalizării din România prin Autoritatea Națională pentru Cercetare Științifică. Activitatea principală constă în cercetarea și dezvoltarea în domeniul chimiei și cel al petrochimiei. 
Activitățile de cercetare-dezvoltare desfășurate în cadrul Planului Național pentru cercetare-dezvoltare și inovare, a Planurilor sectoriale și a Programului Nucleu, în cadrul Programelor internaționale de cercetare-dezvoltare și inovare și a altor activități de cercetare științifică și dezvoltare tehnologică pot fi rezumate astfel:
Cercetări aplicative pentru realizarea de noi produse și tehnologii în domeniile:
- Valorificarea bioresurselor;
- Nanoștiințe și nanomateriale;
- Protecția mediului și gestionarea durabilă a resurselor;
- Creșterea competitivității produselor industriale;
- Retehnologizarea și revitalizarea industriei chimice și petrochimice românești;
- Recuperarea, reciclarea și valorificarea subproduselor.

Cercetări fundamentale de bază și orientate:
- Realizate în scopul aprofundării și creșterii nivelului cunoștințelor în domeniile: mecanisme de reacție, cinetica chimică, catalizatori organometalici, electrochimie, modelare operații unitare, sonochimie.

Cercetări analitice și activități conexe desfășurate în domeniul propriu de activitate, cu aprobarea ministerului coordonator și, după caz, cu autorizare din partea instituțiilor abilitate:
- Transferul tehnologic al rezultatelor cercetării proprii, consultanță, marketing și servicii în domeniul de profil;
- Servicii de analize, teste și încercări în cadrul laboratoarelor acreditate conform ISO 17025;
- Elaborarea de strategii, studii de diagnoză și prognoză;
- Elaborarea de norme și standarde aliniate la sistemul de calitate internațional;
- Acordarea de asistență tehnică și expertize tehnice de specialitate;
- Dezvoltarea sistemului informațional intern, a sistemelor de bănci de date, a prelucrării de date și imagini, a modelarii și simulării proceselor chimice și petrochimice;
- Formarea și specializarea profesională, de nivel mediu.

## Istoric
În anul 1948, la inițiativa cadrelor didactice din cadrul Departamentului de Chimie Organică (Școala Politehnică București), departament condus de către Prof. Costin D. Nenițescu, au fost înființate Întreprinderile chimice pentru cercetare, proiectare și producție semi-industrială (ICEPS) pe platforma Dudești din București. Prin Hotărârea Consiliului de Miniștri nr. 604/1950, ICEPS a fost împărțit în două institute aparținând Ministerului Metalurgiei și Industriei Chimice: Institutul de Proiectare pentru Fabrici de Produse Chimice – IPROCHIM și Institutul de Cercetare Chimică – ICECHIM. Unii dintre angajații ICECHIM au fost personalități recunoscute, iar alții au devenit ulterior nume de referință în domeniu: Costin Nenițescu, Ecaterina Ciorănescu, Margareta Avram, Ion Gavăț, Hipolit Sanielevici, Raul Mihail, Emilian Bratu, Ileana Necșoiu, Dan Costescu, Emil Ionescu și mulți alții. 
Pentru a coordona întreaga cercetare științifică românească și pentru a concentra forțele asupra tuturor problemelor majore, în anul 1970 a fost înființat Institutul Central de Cercetări Chimice, al cărui pilon principal a fost ICECHIM. Acest institut a grupat toate institutele departamentale de cercetare, centrele și laboratoarele de cercetare de pe lângă centralele industriale și combinatele chimice, precum și toată activitatea de cercetare din institutele de învățământ superior.
În anul 1973, institutele de proiectare tehnologică au intrat în subordinea directă a Institutului Central, care a devenit astfel Institutul Central de Chimie. În anii 1976-1980, cercetările ICECHIM și-au lăsat amprenta asupra multiplelor unități industriale: rafinării și uzine petrochimice (Borzești, Midia-Năvodari, Brazi, Teleajen, Timișoara și Pitești); fabrici de anvelope (Zalău, Caracal și Turnu-Severin); întreprinderi de articole tehnice din cauciuc (Botoșani și Tg. Jiu); întreprinderi de materiale plastice (Tulcea, Focșani, Năsăud, Drăgășani, Sf. Gheorghe, Miercurea Ciuc și Cehul Silvaniei); întreprinderi de fire și fibre (Câmpulung-Muscel, Vaslui, Roman, Corabia și Botoșani).
În perioada 1981 – 1989, activitatea ICECHIM a avut două componente de bază: modernizarea tehnologiilor la instalațiile în funcțiune și dezvoltarea calitativă a produselor, inclusiv cele destinate exportului; punerea în funcțiune a unor noi capacități industriale pe următoarele platforme: Întreprinderea de detergenți Timișoara, Întreprinderea Colorom Codlea, Secția de pesticide a Combinatului Oltchim, Instalația industrială de cauciuc poliizoprenic Brazi, Combinatul Chimic Giurgiu, Combinatul Chimic Sinteza Oradea, Combinatul de Îngrășăminte Chimice Valea Călugărească, Combinatul Chimic Făgăraș, Combinatul Chimic Victoria, Întreprinderile de detergenți Stela București și DERO Ploiești.
După anul 1990, ICECHIM s-a adaptat la noile condiții economice datorate reformelor economice structurale preliminare aderării la Uniunea Europeană și noilor sisteme de finanțare a cercetării, orientându-se treptat către cerințele întreprinderilor mici și mijlocii. 
În anul 2004, Institutul de Cercetări Chimice a devenit Institutul Național de Cercetare-Dezvoltare pentru Chimie și Petrochimie – ICECHIM, furnizând cercetări aplicate și studii teoretice în domeniul chimiei și petrochimiei.
Filiala Călărași a fost înființată în anul 2015 ca entitate cu personalitate juridică în cadrul INCDCP ICECHIM. Activitatea filialei este axată în principal pe domeniul bioeconomiei circulare având ca obiectiv principal de cercetare: dezvoltarea și promovarea unor noi tehnologii de valorificare superioară a bioresurselor. Se adresează în egală măsură fermierilor, întreprinderilor mici și mijlocii, dar și operatorilor de utilități (stații de epurare, gestionarea deșeurilor), în vederea aplicării rezultatelor cercetării în domeniile lor de activitate. De asemenea, Filiala colaborează activ cu autoritățile publice, în special cu cele care gestionează fonduri europene, pentru o absorbție mai eficientă, care să contribuie în mod real la dezvoltarea regiunii. INCDCP ICECHIM - Filiala Călărași este partener în proiectul BIOREGIO – Regional circular economy models and best available technologies for biological streams (INTERREG EUROPE) desfășurat în perioada 2017-2021.

În zilele noastre, ICECHIM s-a afirmat ca unul dintre principalii actori din zona de cercetare națională, precum și o componentă importantă a Spațiului European de Cercetare, cu proiecte de cercetare aplicată în mai multe domenii (Bioeconomie; IT&C, Spațiu și securitate; Energie, mediu și schimbări climatice; Eco-nano-tehnologii și materiale avansate; Sănătate; Patrimoniu și identitate culturală; Tehnologii noi și emergente), cu o multitudine de lucrări de cercetare publicate, brevete de invenție solicitate și acordate, precum și tehnologii transferate în industrie.
1. ↑  Despre noi – ICECHIM (în engleză)
2. ↑  Ministerul Cercetării, Inovării şi Digitalizării :: www.research.gov.ro, www.research.gov.ro, arhivat din original la 20 noiembrie 2021, accesat în 20 noiembrie 2021
3. ↑  „INCDCP ICECHIM Filiala Calarasi :: INCDCP ICECHIM Filiala Calarasi”. icechim-calarasi.ro. Arhivat din original la 20 noiembrie 2021. Accesat în 20 noiembrie 2021.
4. ↑  Institutul Național de Cercetare – Dezvoltare pentru Chimie și Petrochimie ICECHIM. „Filiala Călărași”. INCDCP ICECHIM. Accesat în 20 noiembrie 2021.
5. ↑  „Filiala Călărași – ICECHIM” (în engleză). Accesat în 20 noiembrie 2021.